# Notiothops maulensis
Notiothops maulensis är en spindelart som först beskrevs av Norman I. Platnick 1985.  Notiothops maulensis ingår i släktet Notiothops och familjen Palpimanidae. Inga underarter finns listade i Catalogue of Life.